# Crêts en Belledonne
Crêts en Belledonne község Franciaország Auvergne-Rhône-Alpes régiójában, Isère  megyében. Új községként 2016. január 1-jén jött létre Saint-Pierre-d’Allevard és Morêtel-de-Mailles község egyesítésével. Lakosainak száma 3430 fő (2022. január 1.).

## Népesség
| Lakosok száma | 3339 | 3299 | 3372 | 3380 | 3389 | 3430 |
|               | 2017 | 2018 | 2019 | 2020 | 2021 | 2022 |